# Simon Mannering
Pour les articles homonymes, voir Mannering.

a Compétitions nationales et continentales officielles uniquement.

b Matchs officiels uniquement.
Simon Mannering, né le 28 août 1986 à Napier (Nouvelle-Zélande), est un joueur de rugby à XIII néo-zélandais évoluant au poste d'ailier, de centre, de deuxième ligne ou de troisième ligne. Il fait ses débuts en National Rugby League (« NRL ») avec les Warriors de New Zealand lors de la saison 2006, franchise avec laquelle il atteint la finale de la NRL en 2011. Il a également porté le maillot de la Nouvelle-Zélande avec laquelle il a remporté  la Coupe du monde 2008, le Tri-Nations 2006 et le Tournoi des Quatre Nations 2014.

## Palmarès
- Collectif :
  - Vainqueur de la Coupe du monde : 2008 (Nouvelle-Zélande).
  - Vainqueur du Tournoi des Quatre Nations : 2006 et 2014 (Nouvelle-Zélande).
  - Finaliste de la National Rugby League : 2011 (Warriors de New Zealand).

### En sélection

#### Coupe du monde
| Édition         | Rang      | Résultats pays | Résultats Mannering | Matchs Mannering |
| --------------- | --------- | -------------- | ------------------- | ---------------- |
| Australie 2008  | Vainqueur | 4 v, 0 n, 1 d  | 4 v, 0 n, 1 d       | 5/5              |
| Angleterre 2013 | Finaliste | 5 v, 0 n, 1 d  | 4 v, 0 n, 1 d       | 5/6              |

Légende : v = victoire ; n = match nul ; d = défaite.

#### Quatre Nations
| Édition             | Rang      | Résultats pays | Résultats Mannering | Matchs Mannering |
| ------------------- | --------- | -------------- | ------------------- | ---------------- |
| Tri-Nations 2006    | Finaliste | 2 v, 0 n, 3 d  | 2 v, 0 n, 3 d       | 5/5              |
| Quatre Nations 2010 | Vainqueur | 3 v, 0 n, 1 d  | 3 v, 0 n, 1 d       | 4/4              |
| Quatre Nations 2011 | 1er tour  | 1 v, 0 n, 2 d  | 1 v, 0 n, 2 d       | 3/3              |
| Quatre Nations 2014 | Vainqueur | 4 v, 0 n, 0 d  | 4 v, 0 n, 0 d       | 4/4              |

Légende : v = victoire ; n = match nul ; d = défaite.

### En club

#### Statistiques
| Saison                     | Club                       | Compétition                | Matchs | Points | Essais | Goals | Drops |
| -------------------------- | -------------------------- | -------------------------- | ------ | ------ | ------ | ----- | ----- |
| 2005                       | New Zealand Warriors       | National Rugby League      | 7      | 0      | 0      | 0     | 0     |
| 2006                       | New Zealand Warriors       | National Rugby League      | 17     | 36     | 9      | 0     | 0     |
| 2007                       | New Zealand Warriors       | National Rugby League      | 26     | 28     | 7      | 0     | 0     |
| 2008                       | New Zealand Warriors       | National Rugby League      | 27     | 20     | 5      | 0     | 0     |
| 2009                       | New Zealand Warriors       | National Rugby League      | 23     | 16     | 4      | 0     | 0     |
| 2010                       | New Zealand Warriors       | National Rugby League      | 18     | 24     | 8      | 0     | 0     |
| 2011                       | New Zealand Warriors       | National Rugby League      | 28     | 20     | 5      | 0     | 0     |
| 2012                       | New Zealand Warriors       | National Rugby League      | 19     | 12     | 3      | 0     | 0     |
| 2013                       | New Zealand Warriors       | National Rugby League      | 23     | 16     | 4      | 0     | 0     |
| 2014                       | New Zealand Warriors       | National Rugby League      | 24     | 36     | 9      | 0     | 0     |
| 2015                       | New Zealand Warriors       | National Rugby League      | 24     | 4      | 1      | 0     | 0     |
| 2016                       | New Zealand Warriors       | National Rugby League      | 22     | 20     | 5      | 0     | 0     |
| Total New Zealand Warriors | Total New Zealand Warriors | Total New Zealand Warriors | 258    | 232    | 58     | 0     | 0     |
| Total                      | Total                      | Total                      | 258    | 232    | 58     | 0     | 0     |